# Дільничний з ДВРЗ
«Дільничний з ДВРЗ» — український детективний телесеріал виробництва Мамас Продакшн.
Прем'єра першого сезону відбулася 4 лютого 2020 року на телеканалі «ICTV». Прем'єра другого сезону відбулася 14 вересня 2021 року також на телеканалі «ICTV». Прем'єра третього сезону відбулася 14 березня 2023 року на телеканалі «ICTV2».
За участі героїв серіалу був знятий повнометражний фільм Дільничний з ДВРЗ. Операція «Новий рік» та чотири серії ДВРЗ. Повітряна тривога.

## Задум
Сергій Бондар раніше був опером відділення в центрі столиці, але після скандалу на службі йому довелося відмовитися від колишньої роботи. Бондар отримує нового напарника — ледачкуватого Петра Дзюбу і намагається звикнути до тихого життя на околиці. Але, виявляється, нудьгувати йому не доведеться. На ДВРЗ порядки встановлює кримінальна банда, яку «кришує» місцева поліція. Чесний поліцейський вирішує боротися з криміналітетом.
У стрічці показані справжні вулиці столичного житлового масиву ДВРЗ (частина Дніпровського району) і навіть його мешканців, які знімалися в масових сценах.
Серіал було знято на основі російського телесеріалу «Чужий район», перший сезон якого вийшов 2011-го, другий — 2012-го, третій — 2013 р.

## У ролях

### У головних ролях
- В'ячеслав Довженко — Сергій Олександрович Бондар, капітан поліції, дільничний інспектор
- Віталій Іванченко — Петро Дзюба, лейтенант / капітан поліції, дільничний інспектор
- Дмитро Сарансков ― Олексій, капітан поліції, приятель Сергія
- Володимир Гладкий ― Вадік Приходько, помічник головного бандита, власник ресторану «Приходь»
- Роман Мацюта ― Дмитро Петрович Грачов «Грач», головний бандит, «господар» ДВРЗ

### У другорядних ролях
- Ірина Авдєєнко ― Олена Петрівна, адвокатка, перша дівчина Бондаря
- Тетяна Малкова ― Софія, друга дівчина Бондаря
- Анастасія Цимбалару ― Саша, третя дівчина Бондаря
- Світлана Штанько ― Клава, комендантка гуртожитку
- Ігор Портянко ― Вася Гончар, сантехнік
- Олександр Ганноченко ― Палич
- Олексій Череватенко ― Шамрило, колишній співробітник поліції, нині бандит
- Всеволод Шекіта ― Хижняк, бандит, помічник Вадіка
- Маргарита Бахтіна ― Настя
- В'ячеслав Василюк ― підполковник Юшков, начальник відділу поліції
- Коршиков Сергій ― майор Кротов
- Ігор Пісний ― майор Норенко
- Ігор Качур ― лейтенант Морозюк
- Владислав Куніцин ― Яша
- Володимир Осадчий ― Тимур, водій «Грача»
- Володимир Ямненко ― батько Бондаря
- Поліна Василина — Поліна, донька «Грача»
- Алеся Романова ― Віра, донька «Грача»
- Георгій Лещенко ― Стасік
- Олег Іваниця ― «Хазяїн», бандит
- Ксенія Мішина ― Марина, подружка Вадіка
- Ірина Бібик ― Галя, офіціантка
- Анастасія Шульга — Ірина

## Зйомки
Зйомки першого сезону розпочалися у липні 2019 року. Робота над першим сезоном серіалу закінчилася у січні 2020 року.
Зйомки другого сезону розпочалися у липні 2020 року.
Зйомки третього сезону розпочалися у березні 2021 року й тривали до липня 2021 року.

## Реліз
Прем'єра першого сезону серіалу відбулася на телеканалі ICTV 4 лютого 2020 року.
Прем'єра другого сезону серіалу відбулася на телеканалі ICTV 14 вересня 2021 року.
Прем'єра повнометражного фільму Дільничний з ДВРЗ. Операція «Новий рік» відбулась на телеканалі ICTV 30 грудня 2021 року.
Прем'єра третього сезону серіалу відбулася на телеканалі ICTV2 14 березня 2023 року.
Прем'єра фінальної 4-серійної частини серіалу «ДВРЗ. Повітряна тривога» відбулася на телеканалі ICTV2 9 вересня 2024 року.

## Список сезонів
| Сезон | Сезон | Епізоди | Оригінальні покази | Оригінальні покази |
| Сезон | Сезон | Епізоди | Прем'єра           | Фінал              |
| ----- | ----- | ------- | ------------------ | ------------------ |
|       | 1     | 24      | 4 лютого 2020      | 5 березня 2020     |
|       | 2     | 24      | 14 вересня 2021    | 21 жовтня 2021     |
|       | 3     | 24      | 14 березня 2023    | 20 квітня 2023     |

## Рецензія кінокритиків
Кінокритик видання Детектор медіа Андрій Кокотюха позитивно відгукнувся про перший сезон серіалу, хоча й дорікнув творцям недоречним у мелодраматичних ситуаціях гумором.